# Manica Raglan
La manica Raglan è stata inventata dal produttore di giacche Aquascutum, appositamente per Lord Raglan, per permettergli di usare la spada in battaglia, consentendo un ampio movimento al braccio opposto, dal momento che una delle maniche risultava attaccata direttamente ai bottoni della giacca stessa.

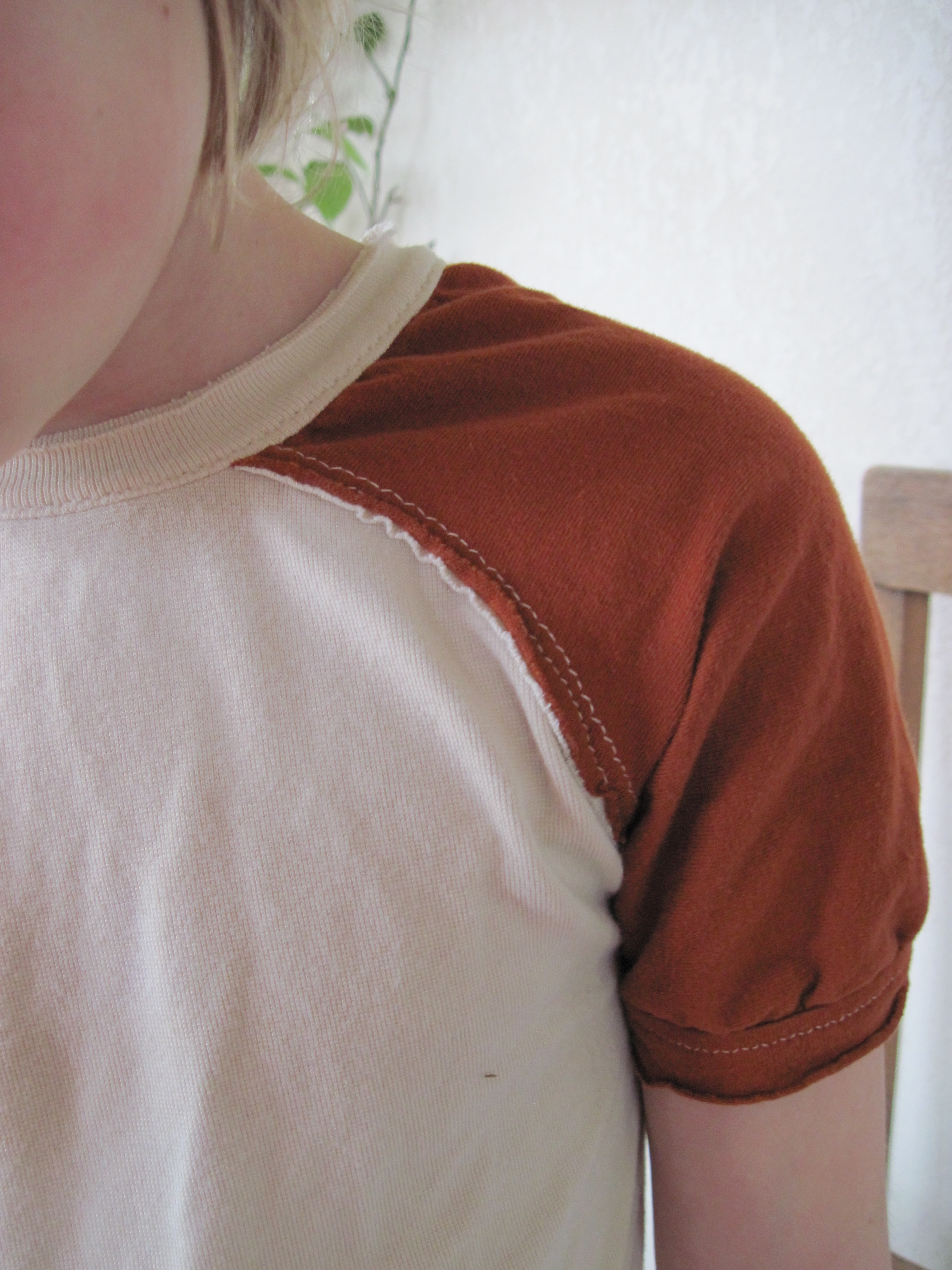
Esempio moderno di manica Raglan applicato su una t-shirt

Rielaborata in forma moderna, può essere notata su capi sportivi e nell'abbigliamento per la pratica di esercizio fisico, dal momento che l'ampia manica consente di avere maggiore agilità nei movimenti.
Deve il suo nome a Lord Raglan, I barone Raglan, che, dopo aver perso un braccio nella battaglia di Waterloo, si fece realizzare giacche apposite per continuare a portare la giacca in battaglia e utilizzare la sciabola con l'altra mano senza l'impedimento della manica in disuso pendente sull'altro lato e in più mascherando la menomazione nell'uso in occasioni quotidiane, dando l'impressione che la mano fosse infilata all'interno della giacca.